# Uniformologia

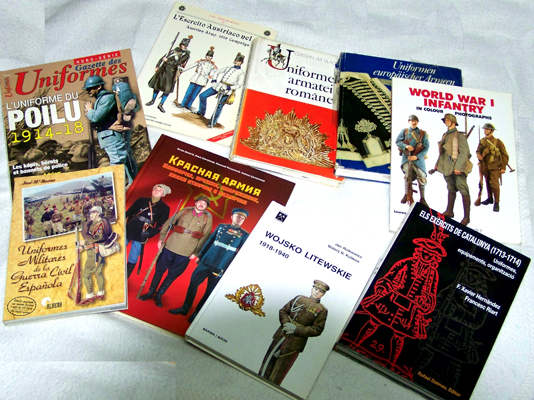
Uniformologia: llibres uniformològics en diverses llengües

La uniformologia és la disciplina que estudia científicament els uniformes, preferentment els militars, i llur història, així com, per extensió, la indumentària militar anterior a l'aparició dels uniformes pròpiament dits. La uniformologia és una branca de la indumentària. Alhora és una ciència auxiliar de la història.

## Terminologia
El terme uniformologia pot expressar tant la 'disciplina que estudia els uniformes' com també el 'conjunt d'uniformes' (per exemple: "aquest llibre resumeix els grans trets de la uniformologia britànica del segle XIX"). En amdbós sentits equival a l'esp. uniformología, fr. uniformologie, it. uniformologia, port. uniformologia, rom. uniformologie, ang. uniformology, al. Uniformkunde, rus униформология (uniformológuiia), etc.
L'adjectiu uniformològic pot referir-se, bé a la disciplina que estudia els uniformes (per exemple: "la bibliografia uniformològica russa recent"), bé als uniformes mateixos (per exemple: "les tendències uniformològiques en el període napoleònic").

## Funció i interès científic
Els uniformòlegs, o conreadors de la uniformologia, sovint són militars, o bé civils afectes al món castrense. El conreu de la uniformologia, però, no comporta necessàriament una actitud militarista, ni acrítica envers les forces armades i llurs valors: l'exèrcit, les armes i la guerra són part integrant de la història de la Humanitat, i per tal de bastir una idea coherent del que ha estat i és l'experiència humana cal conèixer-los i analitzar-los científicament, de la mateixa manera que altres fenòmens socials. En aquest marc, la uniformologia, com altres branques de la indumentària, forneix dades molt il·lustratives no tan sols sobre què va succeir, sinó també sobre com eren les coses a mesura que succeïen. A més, cal tenir en compte que la indumentària militar està profundament interrelacionada amb la civil; ambdues acostumen de reflectir tendències anàlogues en períodes similars, s'influeixen de forma complexa, etc. Vegeu l'estricta sincronia entre els usos civil i militar del calçó, del barret d'ala ampla o del bicorn; les correspondències entre el xacó i el barret de copa alta, entre la guerrera i la jaqueta, entre els nivells de formalitat de la indumentària civil i els de la militar; o l'adopció militar de la bota de mitja canya civil, després adoptada pels civils en la versió militar...

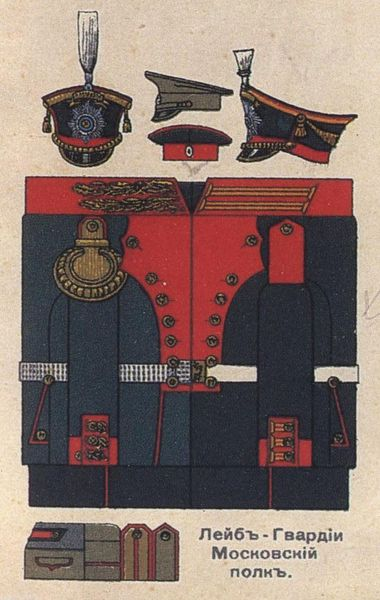
Uniformologia: il·lustració uniformològica de tipus a), obra de V. K. Xenk (1910)

## Història
La uniformologia sorgí a Europa a cavall dels segles xviii i xix i es desenvolupà en un món en què l'exèrcit (sota empremta primer aristocràtica, més endavant burgesa) era una institució central de la vida sociopolítica, dotada de gran prestigi i influència, malgrat el rebuig de les classes populars al servei. La disciplina s'afermà en el període napoleònic, quan el paper dels militars i la vistositat dels uniformes atenyen un màxim; i també en el pas del segle xix al XX, quan hi ha canvis profunds en aquest camp (crepuscle dels uniformes llampants i multicolors) i es produeixen reformes uniformològiques sovintejades, doble fenomen que desvetlla l'interès per aquest patrimoni històric, així com imposa la necessitat de mantenir actualitzada la informació.

## Actualitat
Actualment la bibliografia uniformològica, produïda en múltiples llengües, té un volum aclaparador, en forma de llibres i de revistes especialitzades, i hi ha força editorials que s'hi dediquen en exclusiva.
Entre les principals llengües de la bibliografia uniformològica hi ha l'anglès, el francès, l'alemany i l'italià; són també les llengües en què hi ha més tradició d'estudi uniformològic no tan sols del propi medi lingüisticocultural, sinó també de l'àmbit internacional. Citem, també, l'escola uniformològica russa, amb una tradició de pes.
D'altra banda, existeixen multitud de llocs web de matèria uniformològica, d'àmbit general o especialitzat, així com de caràcter estrictament informatiu o bé adreçats a la venda d'articles uniformològics (originals o reproduïts); sovint s'emmarquen en el món més ampli de l'anomenada militària.

## La il·lustració uniformològica
Els treballs uniformològics es basen, lògicament, en la il·lustració, acompanyada de text explicatiu i descriptiu.
La il·lustració uniformològica pròpiament dita, feta expressament per a l'obra o article, pot anar complementada amb reproduccions fotogràfiques de documentació de l'època (dibuixos, quadres, fotografies, etc.).
La il·lustració uniformològica normalment és en colors; en cas contrari, els colors s'indiquen mitjançant algun sistema convencional: ratllats, gamma de grisos, etc. Pren quatre formats principals: 
- a) dibuixos de l'uniforme amb les peces totes soles, de front o de costat, a la manera de figurins de moda.

- b) dibuixos naturalistes de cos sencer, sobre fons neutre o ambiental. És la forma més tradicional, juntament amb l'anterior.

- c) dibuixos similars als del punt anterior, però fets a partir de fotografies de l'època, en nom de l'exactitud documental i amb la pruïja de mostrar amb exactitud no tan sols com eren els uniformes i equipaments d'acord amb el reglament, sinó com eren duts per una unitat determinada en una circumstància concreta. Fou una innovació britànica de la dècada de 1970.

- d) reconstruccions fotogràfiques a tot color, usualment amb peces autèntiques que han pervingut, i sovint emmarcades als escenaris originals; es poden complementar amb fotografies de detall de les peces aïllades. Fou una innovació francesa de la dècada de 1980.

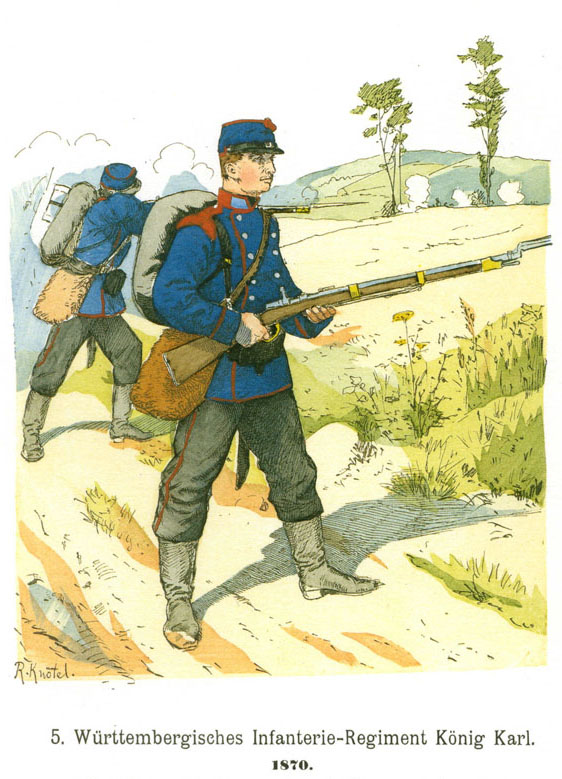
Uniformologia: il·lustració uniformològica de tipus b), obra de Richard Knötel (1893)

## Autors i obres de particular rellevància
Entre els uniformòlegs clàssics podríem destacar:
- L'alemany Richard Knötel (1857-1914), amb les 1072 làmines de la magna Uniformenkunde (1890-1921, 18 volums).
- El danès Preben Kannik (1914-1967), conservador del Museu Militar de Copenhaguen, qui produí una obra de referència absoluta, Alverdens uniformer i farver (1967), manual d'història universal dels uniformes militars en un petit volum profusament il·lustrat a tot color, que constitueix una panoràmica introductòria poc menys que insubstituïble, àmpliament traduïda i d'influència duradora.
- Els francesos Liliane Funcken (n. 1927) i Fred Funcken (n. 1921), amb un altre manual estimable: L'encyclopédie des uniformes et des armes de tous les temps (1965-1982, 16 volums)
- Una història bàsicament textual és la brillant Military fashion (1972), del britànic John Mollo (n. 1931), que analitza l'evolució uniformològica de les principals potències en llur joc d'influències mútues, amb què reconstrueix el marc general que fa comprensible els casos concrets.
- Per a l'accés alfabètic a la informació, així com per a l'aplec de la terminologia especialitzada, el clàssic és A dictionary of military uniform (1977), del britànic W. Y. Carman (1909-2003).
- El francès Jean-François Borsarello (1926-2007) es pot considerar el pare de la branca més jove dels estudis uniformològics: la identificació, inventari, classificació i història dels uniformes mimètics.

## La uniformologia als Països Catalans
Al si de la cultura catalana, la uniformologia és a penes embrionària, per motius ben coneguts (inexistència de forces armades pròpies per manca d'Estat, antimilitarisme històric de les classes populars, etc.), i en contrast amb altres branques de la indumentària (civil, popular, eclesiàstica), que hi tenen una tradició important. La indumentària militar històrica dels Països Catalans ha estat coberta marginalment --i de forma incompleta-- per estudis centrats en altres àmbits geogràfics i en determinats conflictes internacionals.
Com a norma, la producció uniformològica feta als Països Catalans s'ha expressat en llengües altres que el català i amb referents culturals aliens, fins a l'extrem que la terminologia catalana d'aquesta disciplina és vacil·lant encara en alguns punts (i més en la recepció social, interceptada).
Fins al 2007 no va aparèixer el primer llibre uniformològic produït en català, Els exèrcits de Catalunya, 1713-1714, de Francesc Xavier Hernández (n. 1954); és també el primer llibre especialitzat en uniformes catalans. La primera aproximació --ni que sigui telegràfica-- a una història dels uniformes militars, de cobertura universal, produïda en llengua catalana és, probablement, l'article d'aquest títol disponible a la present Viquipèdia.
Obra de referència en aquest camp és Soldats, guerrers i combatents dels Països Catalans (Dalmau, 2014), de Francesc Riart i Francesc Xavier Hernández, història de la indumentària militar usada al territori que actualment constitueix els Països Catalans des de l'antiguitat fins al 2012. Es tracta de la primera panoràmica uniformològica mai dedicada a un àmbit nacional sense Estat propi.
Més recentment encara, la Societat d'Estudis Militars ha publicat la primera temptativa de sistematització i estandardització de la terminologia uniformològica en català: Lèxic uniformològic multilingüe (2018), de Ferran Lupescu; dona les equivalències dels termes en anglès, espanyol, francès, italià i portuguès, més una selecció de termes bàsics en alemany, romanès i rus.